# Nîzî, Nijîn
Nîzî (în ucraineană Низи) este un sat în comuna Vertiivka din raionul Nijîn, regiunea Cernihiv, Ucraina.

## Demografie
Componența lingvistică a localității Nîzî
     Ucraineană (90,77%)
     Rusă (7,69%)
Conform recensământului din 2001, majoritatea populației localității Nîzî era vorbitoare de ucraineană (90,77%), existând în minoritate și vorbitori de rusă (7,69%).